# Anton Battig
Anton Battig (* 1832 in Görz; † 31. Oktober 1896 ebenda) war ein österreichischer Brückenbautechniker.

## Leben
Anton Battig war Oberingenieur der Staatseisenbahngesellschaft. Er erfand den dreiteiligen Langschwellenoberbau und erhielt für diese Arbeiten den 1. Preis der deutschen Eisenbahnverwaltungen.
Battig projektierte 1870 in Wien die Staatseisenbahnbrücke über den Donaukanal gemeinsam mit seinem Freund August Friedrich Nathanael Köstlin (1825–1894). Wiederum mit diesem folgte 1870–1872 die Tegetthoffbrücke über den Wienfluss, von der dann 1898 nach der Wienflussregulierung Teile beim Bau der Kleinen Ungarbrücke verwendet wurden. Gemeinsam mit F. Podhajsky plante er 1884 die Bogenbrücke der Verbindungsbahn über den Donaukanal. Battig und Köstlin nahmen an weiteren Ausschreibungen teil, erhielten aber keine Aufträge mehr.
1920 wurde die Battiggasse in Wien-Favoriten nach ihm benannt.